# Nanjikottai
Nanjikottai là một thị xã panchayat của quận Thanjavur thuộc bang Tamil Nadu, Ấn Độ.

## Nhân khẩu
Theo điều tra dân số năm 2001 của Ấn Độ, Nanjikottai có dân số 21.898 người. Phái nam chiếm 50% tổng số dân và phái nữ chiếm 50%. Nanjikottai có tỷ lệ 81% biết đọc biết viết, cao hơn tỷ lệ trung bình toàn quốc là 59,5%: tỷ lệ cho phái nam là 86%, và tỷ lệ cho phái nữ là 76%. Tại Nanjikottai, 9% dân số nhỏ hơn 6 tuổi.